# Dinotrema accessorium
Dinotrema accessorium är en stekelart som beskrevs av Vladimir Ivanovich Tobias 2004. Dinotrema accessorium ingår i släktet Dinotrema och familjen bracksteklar. Inga underarter finns listade i Catalogue of Life.